# Claudio Sánchez Castro
Claudio Sánchez Castro (Camiri, Santa Cruz, Bolivia; 4 de noviembre de 1986 -  La Paz, Bolivia; 12 de diciembre de 2023) fue un investigador, programador y crítico de cine boliviano. Fue autor de los libros "Arturo Posnansky y el Cine. El argumento de ‘La Gloria de la raza'" (2020), “Notas y Críticas (II). Textos libres sobre cine" (2020) “Los aviones en el cine silente boliviano” (2013) y “Notas y Críticas de cine en La Esquina” (2017), coautor de “La crítica y el poeta. Blanca Wiethüchter” (2011).
Fundó la revista digital Cinemas Cine junto con Mary Carmen Molina y Sergio Zapata,cuya iniciativa nace del programa radial Cine con Cristal.Fue docente y coordinador académico en la Escuela Andina de Cinematografía, radialista y ganador del premio Eduardo Abaroa 2014 en la categoría de periodismo cultural. Estuvo particularmente interesado en la formación del público.

## Obra literaria

### Arturo Posnansky y el Cine. El argumento de ‘La Gloria de la raza
Son 114 páginas divididas en dos partes, que se centran en la película "La gloria de la raza" estrenada en 1926, en la que Arturo Posnansky interpreta a un científico explorador de culturas precolombinas. Concluye con la disolución de Cóndor Mayku Films, productora que Posnasky fundó. La investigación destaca a Posnansky como un pionero del "cine científico", más cercano a la ficción que al documental, precursor de efectos especiales y narrador excepcional. Destaca cómo utilizó el cine no solo como medio de registro, sino como herramienta de recreación y representación de sus teorías sobre la civilización mítica de Tiahuanaco. La película, considerada un hito en el cine científico, se ha perdido, pero su impacto y contribución a la cinematografía boliviana son resaltados en el libro. 

La obra, es ganadora de la segunda convocatoria del Focuart en la categoría de investigación.El libro fue distribuido en las bibliotecas municipales de La Paz y está disponible en la tienda de la Cinemateca Boliviana.
Es importante poner en valor estos documentos que muchas veces quedan archivados, aunque realmente son fundamentales para entendernos como sociedad, como país, o para entender algunas épocas o personajes, insistiendo en descubrir el ‘qué’ somos”. - Claudio Sánchez

### Los aviones en el cine silente boliviano
En 1923, el director italiano Pedro Sambarino llegó a Bolivia para filmar cortometrajes y documentales sobre las obras del gobierno de Hernán Siles, pero también registró la caída de un aviador, un hecho que dejó una marca en la aviación y la cinematografía boliviana. Este suceso impulsó la investigación cuyos hallazgos se plasmaron en el libro "Los aviones en el cine silente boliviano". Aborda la presencia de aviones en la cinematografía boliviana de 1923 a 1936, explorando el desarrollo de la aviación y el cine, así como el uso estratégico de las imágenes aéreas para mostrar el país. Se destaca la producción de cortometrajes, documentales y ficciones con tomas aéreas durante esta época, con películas notables como "La Campaña del Chaco" y "Hacia la gloria". Sánchez enfatiza que los aviones representaban el "progreso" del país en ese período.